# Maulfäule der Schlangen
Die Maulfäule der Schlangen ist eine bakterielle Entzündung der Maulschleimhaut (Stomatitis), die besonders infolge schlechter Haltungsbedingungen bei Schlangen auftritt. Die Schlangenkrankheit tritt vorwiegend bei Tieren in Gefangenschaftshaltung in schlechter Körperverfassung und unter mangelnden hygienischen Bedingungen auf.

## Krankheitsentstehung
Ursache sind mangelnde hygienische Bedingungen und kleine Verletzungen der Maulschleimhaut durch Futtertiere oder spitzes Material (Sägespäne, Sand). Die Mehrheit der Maulfäulenerkrankungen wird durch Pseudomonaden hervorgerufen. In Einzelfällen sind auch andere Bakterien wie Mycobacterium cheloni beteiligt. Die Erreger können durch kleine Schleimhautverletzungen die mechanische Barriere überwinden und rufen eine Entzündung hervor, die bis hin zu ausgedehnten nekrotischen Veränderungen führen kann.

## Klinisches Bild
Betroffene Tiere zeigen Fressunlust und sind abgeschlagen. Die Schleimhaut ist gerötet (Hyperämie). In der Maulhöhle können sich Flocken aus gelblich-weißlichem Exsudat, insbesondere in den Schleimhauttauschen und entlang der Zahnreihen ansammeln. In schwereren Fällen können sich die Flocken zu dicken Belägen zusammenlagern. Das Maul kann dann häufig nicht mehr ganz geschlossen werden. Bei tiefgreifenden Erosionen kann es zur Thrombose von Blutgefäßen kommen.
Als Komplikation kann sich durch Abschlucken der infizierten Beläge eine Magen-Darm-Entzündung bzw. durch Aspiration eine Luftröhrenentzündung oder Lungenentzündung entwickeln.

## Therapie
Die Therapie erfolgt durch vorsichtiges Reinigen der Erosionen und Spülung mit 3%iger Wasserstoffperoxid- oder 0,1%iger Chlorhexidin-Lösung. Anschließend wird die Maulhöhle mit angesäuertem Wasser (6 ml 1N Salzsäure pro Liter Wasser oder 100 mg Zitronensäure und 50 mg Ascorbinsäure pro 100 ml Wasser) gespült. Schließlich wird die Maulschleimhaut mit einem Antibiotikum in Pulverform oder als Lösung behandelt. Darüber hinaus sind die Haltungsbedingungen zu korrigieren. Unterstützend kann eine Gabe von Vitamin C angezeigt sein.
Prophylaktisch kann in Terrarien mit Salzsäure angesäuertes Wasser verwendet werden, um die Pseudomonaden einzudämmen. Beinhaltet das Terrarium Betonteile oder haben die Schlangen Hautverletzungen, so ist dies allerdings nicht durchführbar.